# Можняківка
Можнякі́вка — село в Україні, у Білолуцькій селищній громаді Старобільського району Луганської області.

## Географія
Село Можняківка розкинулось на лівому березі річки Айдар південно — східніше Білолуцька. Розташоване за 12 кілометрів від селища Айдара та за 50 кілометрів від найближчих залізничних станцій Старобільськ та Солідарний.

## Історія
На одній із рівнинних ділянок, розташованих на території місцевого колгоспу імені Димитрова влітку 1937 року вперше приземлився літак. Того дня його пасажирами стали передовики — «стаханівці» Білолуцького району, у тому числі два чоловіка з Можняківки. Заохочувально-пропагандистські польоти в цей день привели сюди юрми дорослих і дітлахів з усієї Можняківки. З 1938 року за маршрутом Луганськ — Можняківка для Білолуцького району почали здійснюватися поштові авіарейси. Так почав діяти Можняківський аеродром.
Село постраждало внаслідок геноциду українського народу, вчиненого урядом СССР у 1932—1933 роках, кількість встановлених жертв — 131 людина.
Село окуповане рашистами 24 лютого 2022 року.

## Гайдамацька могила
На Майданах, околиці Можняківки, є Гайдамацька могила. За словами краєзнавців, «у селі цей топонім зберігся, як „Гайдамака“. Кажуть, поїдь у поле, біля Гайдамаки поверни управо… Гайдамака або Гайдамацька могила».
У Можняківці перебувала кінна сотня сотника Ляховича кінного полку ім. кошового К. Гордієнка. За іншими відомостями, тут служили січові стрільці Євгена Коновальця.
Старожили пам'ятають «про тренування кіннотників і вдосконалення майстерності стрибків на конях через полум'я».
На могилі хрест стояв до 70-х років XX століття. Отже, єдиний у Радянському Союзі пам'ятний знак борцям за незалежність України проіснував півстоліття, переживши добу В. Леніна, Й. Сталіна, М. Хрущова і частково Л. Брежнева.
Поховання відновили місцеві краєзнавці за незалежності. Але декілька разів вандали руйнували знак, помилково сприймаючи його як пам'ятник воякам Української повстанської армії.
З гайдамаками пов'язана легенда про скарб, який вони начебто залишили у селі. Це спровокувало золотошукачів неодноразово перекопувати місце розташування полку.
Щороку на Покрову та у День незалежності на Гайдамацькій могилі збирається громадськість, щоб пом'янути борців за Незалежність України.

## Населення
| 2001   | 2019   |
| ------ | ------ |
| → 1683 | ↘ 1549 |

## Визначні уродженці
- Валентин Шермірзаєв — український військовик, старший сержант, кавалер Медалі «За військову службу Україні».